# Спостережувана
Спостережуваною у фізиці називають величину, яку можна виміряти, принаймні в принципі. Значення спостережуваної в класичній фізиці, якщо припустити досконалий вимірювальний прилад, задається дійсним числом. Квантовомеханічна система задається вектором стану в  гільбертовому просторі. Спостережуваній відповідає самоспряжений оператор, що діє в цьому просторі. Точне значення спостережувана має тільки в токому стані, що є власним станом її оператора. В загальному випадку можна визначити середнє значення спостережуваної за правилом: 
{\displaystyle \langle {\hat {O}}\rangle =\langle \psi |{\hat {O}}|\psi \rangle ,}
де {\displaystyle {\hat {O}}} — оператор спостережуваної величини,  {\displaystyle \langle \psi |} — вектор стану системи. Самоспряженість оператора спостережуваної забезпечує дійсніть її середнього значення.
Експериментально середнє значення є результатом великого числа вимірювань. Одиничне конкретне вимірювання за правилом Борна може дати не довільне значення спостережуваної, а тільки таке, яке є власним значенням її оператора. При цьому вважається, що вимірювання призводить до колапсу вектора стану системи, в стан, який відповідає цьому значенню.
Значення двох спостережуваних, оператори яких не комутують, визначити однозначно неможливо. Такі спостержувані називають несумісними.